# Арк ле Гре
Арк ле Гре (фр. Arc-lès-Gray) насеље је и општина у источној Француској у региону Франш-Конте, у департману Горња Саона која припада префектури Везул.
По подацима из 2011. године у општини је живело 2572 становника, а густина насељености је износила 212,56 становника/km². Општина се простире на површини од 12,1 km². Налази се на средњој надморској висини од 192 метара (максималној 246 m, а минималној 187 m).

## Демографија
| 1962. | 1968. | 1975. | 1982. | 1990. | 1999. | 2011. |
| ----- | ----- | ----- | ----- | ----- | ----- | ----- |
| 2.729 | 3.108 | 3.153 | 3.220 | 3.121 | 2.904 | 2.572 |

График промене броја становника у току последњих година